# PLS (format pliku)
PLS (ang. playlist – lista utworów) – komputerowy format plików służący zapisywaniu list z utworami muzycznymi lub radiostacjami dla odtwarzaczy muzyki na komputerze lub odtwarzaczy przenośnych. PLS jest formatem mnemonicznym, więc może być czytany przez człowieka bez konieczności kodowania. Pliki PLS można więc czytać i tworzyć w zwykłym edytorze tekstowym. PLS jest szeroko rozpowszechniony i zintegrowany z wieloma programami multimedialnymi, czasami stwarza jednak problemy w środowisku Windows. W porównaniu z konkurencyjnym formatem M3U PLS jest bardziej rozbudowany. Pliki tego formatu można rozpoznać po charakterystycznym rozszerzeniu .pls.
Pojedyncze polecenie w PLS znajduje się w jednym wierszu. Od nowego wiersza może rozpocząć się następne polecenie. Plik powinien się zaczynać od polecenia [playlist].

## Specyfikacja formatu PLS
Nagłówek
- [playlist] – identyfikator określający, że chodzi o plik PLS
- NumberOfEntries – liczba wpisów (utworów muzycznych, radiostacji itp.)

Wpisy pojedynczych utworów
Uwaga – Znak # należy zastąpić numerem porządkowym wpisu (1,2,3...). Polecenia Title i Length są opcjonalne i nie muszą być podane przy każdym wpisie.
- File# – ścieżka do pliku muzycznego lub URL do zasobu internetowego (np. radiostacji)
- Title# – tytuł pliku wyświetlany w odtwarzaczu
- Length# – rozmiar pliku

Zakończenie
- Version – wersja formatu. Obecnie jest dopuszczalna tylko wartość 2

## Przykład
Plik z dwoma utworami na dysku komputera i dwiema radiostacjami:
```
[playlist]

NumberOfEntries
=
4

File1
=
/home/uzytkownik/muzyka-1.mp3

Title1
=
Myslovitz – Sprzedawcy Marzeń

Length1
=
5720

File2
=
/home/uzytkownik/muzyka-2.mp3

Title2
=
Anna Jantar – Tyle Słońca

Length2
=
4950

File3
=
http://213.251.133.59:80

Title3
=
PulseRadio

Length3
=
-1

File4
=
http://bialystok.radio.pionier.net.pl:8000/pl/radiokrakow.ogg

Version
=
2

```

## Inne formaty
- M3U
- Advanced Stream Redirector (ASX)
- XSPF